# Xavier Malián
Xavier Malián Crosas (Barcellona, 7 settembre 1989) è un hockeista su pista spagnolo.

## Palmarès

### Club

#### Titoli nazionali
- Campionato spagnolo: 1

Liceo La Coruña: 2012-2013
- Supercoppa di Spagna: 2

Liceo La Coruña:2016, 2018
- Supercoppa del Portogallo: 1

Porto: 2019
- Elite Cup: 1

Porto: 2019

#### Titoli internazionali
- CERH European League: 2

Liceo La Coruña: 2010-2011, 2011-2012
- Supercoppa d'Europa/Coppa Continentale: 1

Liceo La Coruña: 2012-2013
- Coppa Intercontinentale: 2

Liceo La Coruña: 2012
Porto: 2021

### Nazionale
- Campionato mondiale: 2

Angola 2013, Nanchino 2017
- Campionato europeo: 2

A Coruña 2018, Paredes 2021